# Gusendos de los Oteros (kommunhuvudort)
Gusendos de los Oteros är en kommunhuvudort i Spanien.   Den ligger i provinsen Provincia de León och regionen Kastilien och Leon, i den norra delen av landet, 260 km nordväst om huvudstaden Madrid. Gusendos de los Oteros ligger 797 meter över havet och antalet invånare är 173.
Terrängen runt Gusendos de los Oteros är platt. Runt Gusendos de los Oteros är det mycket glesbefolkat, med 6 invånare per kvadratkilometer. Närmaste större samhälle är Valencia de Don Juan, 11,7 km sydväst om Gusendos de los Oteros. Trakten runt Gusendos de los Oteros består till största delen av jordbruksmark.